# Bureau de la Maison-Blanche pour la prévention de la violence armée
Le Bureau de la Maison-Blanche pour la prévention de la violence armée (en anglais : White House Office of Gun Violence Prevention) est un bureau de la Maison-Blanche chargé d'exécuter les décrets présidentiels sur la prévention de la violence armée. Annoncé pour la première fois le 21 septembre 2023, la vice-présidente Kamala Harris est nommée responsable du bureau, Stefanie Feldman directrice, et Greg Jackson et Rob Wilcox directeurs adjoints,.
Le 13 décembre 2023, Harris annonce la Safer States Initiative du Bureau. Cette initiative encourage les changements de politique au niveau des États pour créer des bureaux et des programmes de prévention de la violence armée. Elle annonce également deux nouvelles mesures exécutives du département de la Justice (Department of Justice) fournissant pour les législateurs des États un modèle de législation sur le stockage sécurisé et un modèle de déclaration des armes à feu perdues ou volées.